# Чеза Бьянки, Паоло
Па́оло Че́за Бья́нки (итал. Paolo Cesa Bianchi; 29 ноября 1840, Милан — 3 января 1920, там же) — итальянский архитектор, известный прежде всего за осуществлённую им перестройку нескольких миланских церквей.

## Биография
Происходил из богатой миланской семьи. В 1863 году получил степень доктора математики в Павийском университете, в 1867 году — степень строительного инженера в Миланском высшем техническом училище. Параллельно с учёбой принимал участие в качестве добровольца в Войне за объединение Италии, в частности в сражениях на Сицилии в 1860 году и в кампании 1866 года. В 1870 году начал работать в качестве архитектора и в период до 1880 года построил несколько частных особняков в Милане (для семей Базини, Мотта т Ригини) и «Гранд-отель» в Нерви.

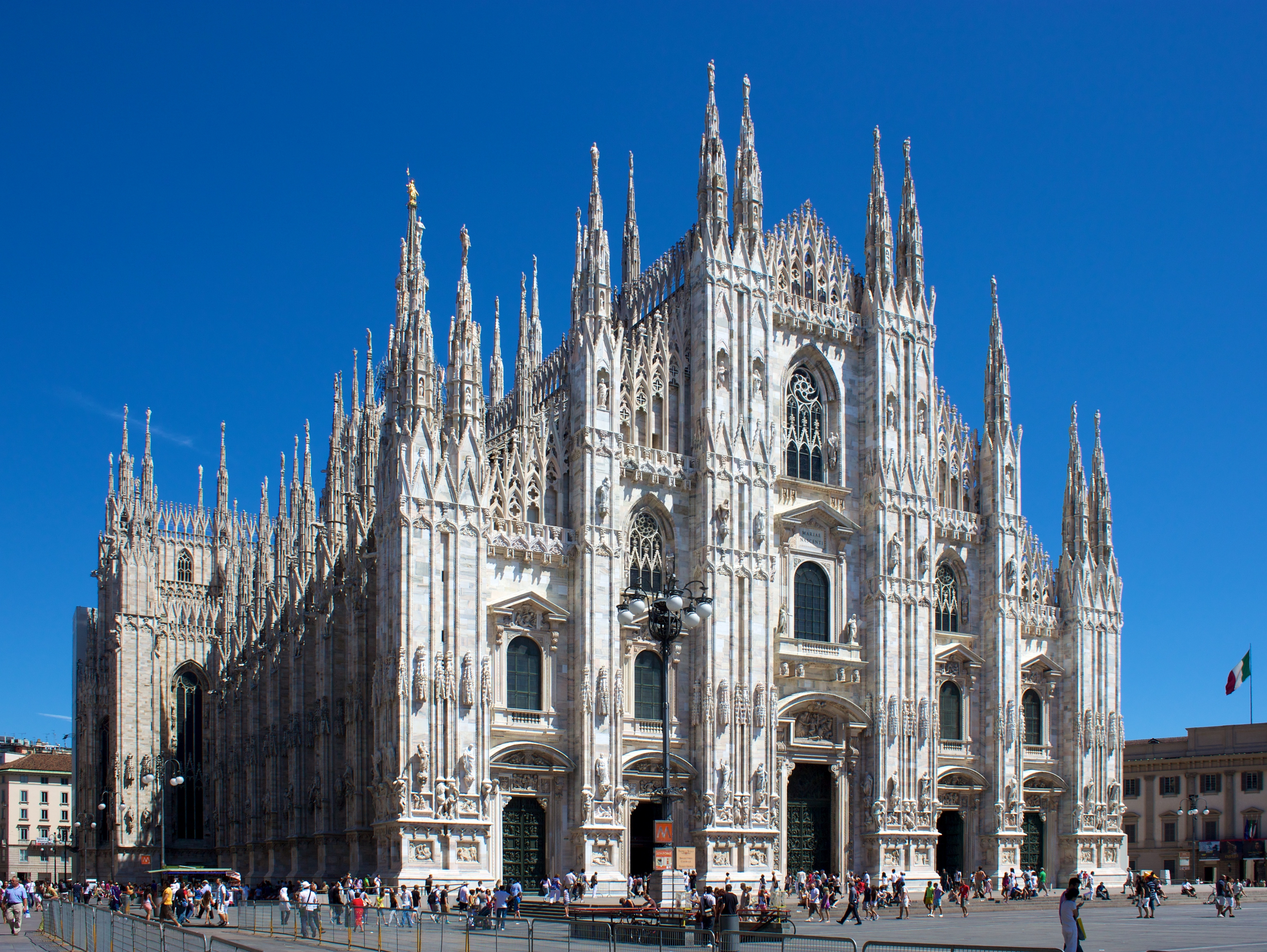
Миланский собор

С 1877 до 1912 года Чеза Бьянки занимал престижную должность инженера-архитектора Фабрики Миланского собора (итал. ingegnere-architetto della Fabbrica del duomo di Milano), в обязанности которого входило руководство всеми инженерными и архитектурными работами на главном соборе города. Под его руководством были возведены две башенки по сторонам тибурия — одна по проекту Джузеппе Вандони, вторая — по его собственному проекту. Также был автором проекта строительства колокольни на соборной площади и проекта бронзовых храмовых ворот, но ни один из этих проектов не был осуществлён. В 1886—1888 годах вместе со 119 другими архитекторами со всей Европы принимал участие в конкурсе на новый фасад Миланского собора, прошёл во второй тур конкурса, представил целых два проекта, но победу в нём одержал Джузеппе Брентано. С 6 сентября 1890 года был членом комиссии по реставрации мраморной отделки собора.

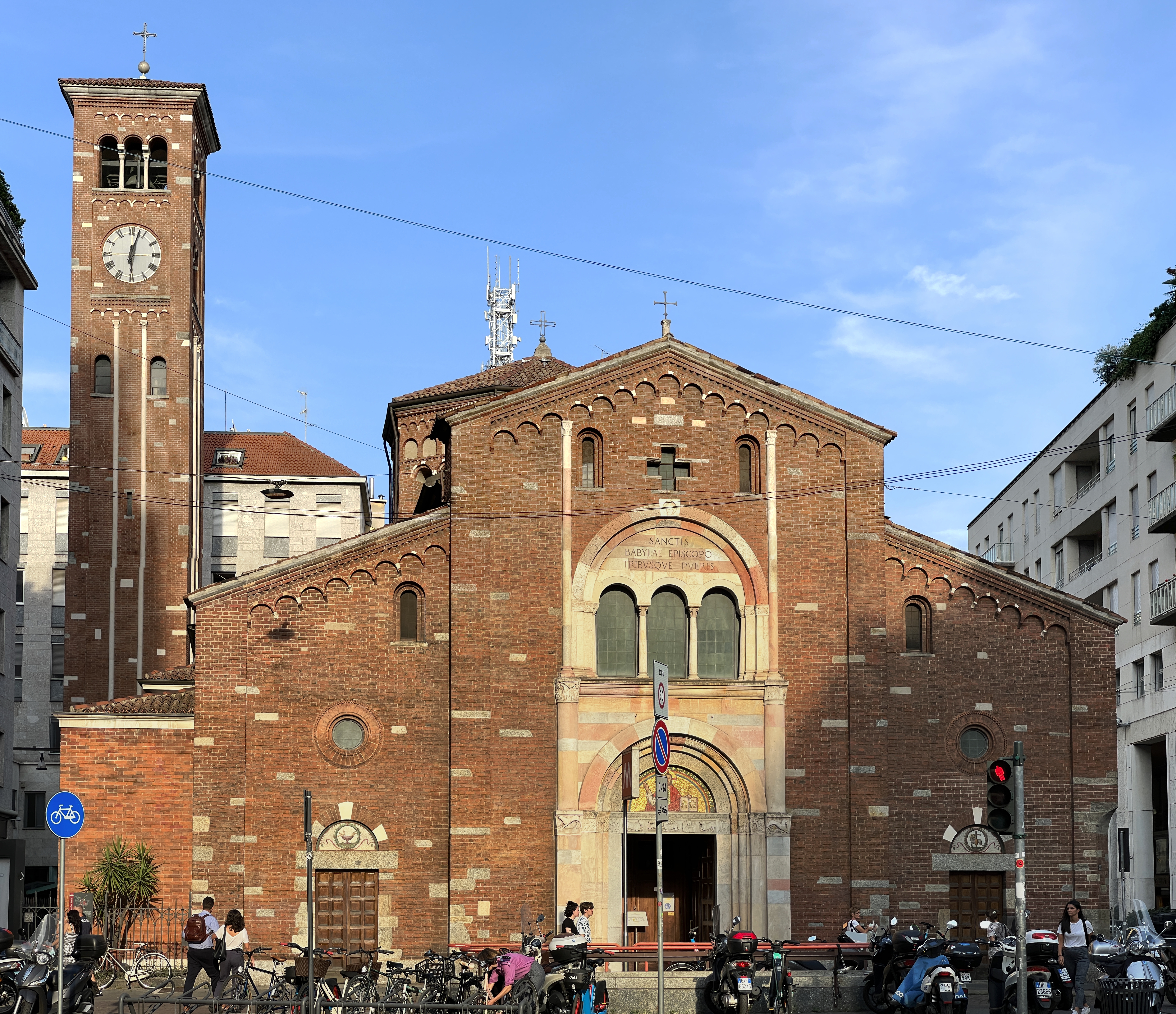
Базилика Сан-Бабила

С 1882 по 1905 год руководил перестройкой старейшей миланской базилики Сан-Бабила, которая, в соответствии с тогдашними представлениями, представляла собой не научную реставрацию, а значительное изменение внешнего вида в соответствии с представлениями эпохи. В частности, был полностью уничтожен барочный фасад, созданный в XVII веке архитектором Аурелио Трецци, который был заменён на фасад в неороманском (или «псевдоломбардском») стиле, который по мнению Чеза Бьянки, более подходил для старинного здания. При этом, проект не опирался ни на какие исторические документы и отражал лишь вкус и представление самого́ архитектора. Перестройка церкви коснулась и других частей здания — так правый боковой фасад, выходящий на проспект Монфорте (итал. corso Monforte) был освобождён от пристроек, среди которых была капелла XVI века, а отделка самого́ бокового фасада была полностью уничтожена (несмотря на своё хорошее состояние) и заменена на кирпичную кладку всё в том же «псевдоломбардском» стиле (работы по боковому фасаду завершал в 1905 году зять Чеза Бьянки Чезаре Нава). Внутреннее убранство церкви также подверглось серьёзным изменениям — росписи были заново выполнены художников Луиджи Кавенаги, алтарь был украшен работами Лудовико Польяги, проект главного алтаря сделал сам Паоло Чеза Бьянки.
С 1884 по 1889 год Паоло Чеза Бьянки принимал также активное участие в обсуждениях генерального плана Милана, представленного инженером К. Берутто, в частности разработал план разбивки парка у за́мка Сфорца, однако, для реализации был выбран проект Э. Алеманьи (реализовывался начиная с 1891 года).

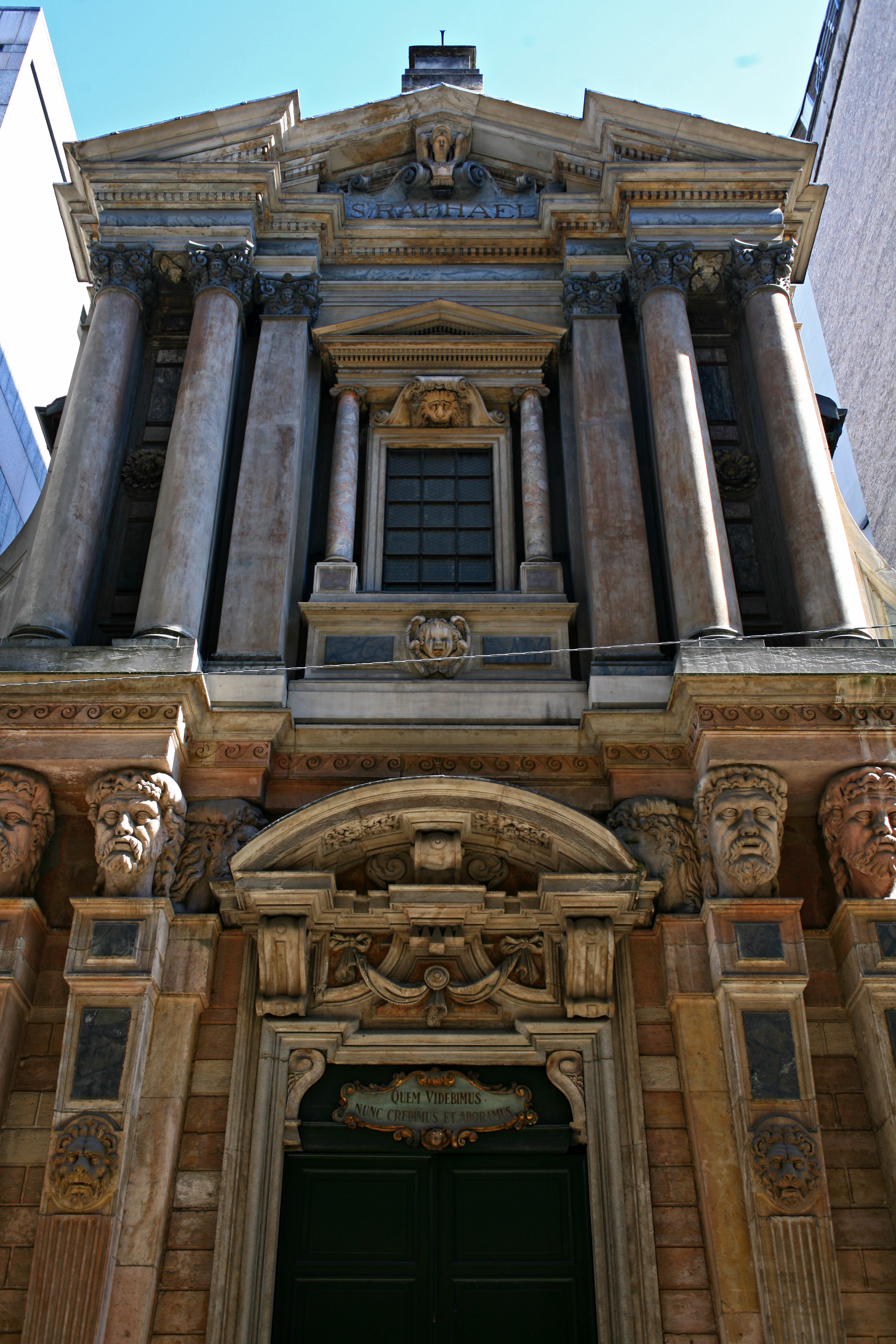
Церковь Сан-Раффаэле

В 1890 году осуществлял работы на фасаде миланской церкви XVI века Сан-Раффаэле, проект которого был разработан Пеллегрино Тибальди при строительство церкви, но не был завершён. Чеза Бьянки разработал свой проект, основываясь на записях Тибальди, но не на проекте последнего, который был обнаружен в архивах лишь через несколько лет после завершения работ.
Среди других известных проектов Паоло Чеза Бьянки:
- строительство склепа для семьи Ловати-Кьяппа в стиле ломбардской готики (ок. 1890);
- перестройка церкви Санти-Сиро-э-Матерно[итал.] в Дезио, к которой он добавил купол, подобный куполу церкви Сан-Бьяджо в Монтепульчано (1894);
- строительство церкви Сант-Антонио-ди-Падова[итал.] в Милане (1902—1906, проектирование осуществлялось вместе с братом Луиджи Чеза Бьянки);
- проект здания почты в новом деловом квартале Милана в районе площади Кордузио[итал.] на перешедшей в государственную собственность земле бывшего конвента Боккетто (1910)[1].

Паоло Чеза Бьянки известен также как автор нескольких работ по теории архитектуры и инженерного планирования. Был почётным членом Академии изящных искусств Брера (Милан).